# Xochicoatlán
Esta página se refiere a una localidad. Para el municipio homónimo véase Municipio de Xochicoatlán
Xochicoatlán es una localidad de México, siendo la cabecera municipal del municipio homónimo en el estado de Hidalgo.

## Toponimia
En su origen se llamó Xochicuauhtitlán. Quiere decier: Entre árboles de liquidámbar; ”Xochitl” flore, y ”Cuauht” árbol, Lugar de árboles que florecen.

## Geografía
Se encuentra en la región geográfica de la Sierra Alta, le corresponden las coordenadas geográficas 20° 46’ 36.677” de latitud norte y 98° 40’ 47.007” de longitud oeste, con una altitud de 1680 m s. n. m. En cuanto a fisiografía se encuentra en la provincia de la Sierra Madre Oriental, dentro de la subprovincia del Carso Huasteco; su terreno es de sierra y meseta. En lo que respecta a la hidrografía se encuentra posicionado en la región del Pánuco, dentro de la cuenca del río Moctezuma, y dentro de las subcuenca del río Los Hules. Cuenta con un clima templado húmedo con abundantes lluvias en verano.

## Demografía
En 2020 registró una población de 1301 personas, lo que corresponde al 18.55 % de la población municipal. De los cuales 616 son hombres y 685 son mujeres.
| Gráfica de evolución demográfica de Xochicoatlán entre 1900 y 2020                           |
|                                                                                              |
| Población de los censos y conteos del Instituto Nacional de Estadística y Geografía (INEGI). |